# No One Can Do It Better
No One Can Do It Better è l'album di debutto di The D.O.C., pubblicato il 16 giugno del 1989. È stato certificato disco di platino il 21 aprile del 1994. Dall'album venne eliminata una traccia intitolata "Bridgette" a causa di riferimenti sessuali espliciti.
Nel 1996 The D.O.C. pubblicò un altro album, di nome Helter Skelter che fu di minor successo rispetto a No One Can Do It Better.

## Tracce
| #  | Titolo                      | Produttore        | Artista               | Compositore                                    | Campionamenti | Durata |
| -- | --------------------------- | ----------------- | --------------------- | ---------------------------------------------- | --- | ------ |
| 1  | "It's Funky Enough"         | Dr. Dre           | The D.O.C.            | Tracy Curry Andre Young                        | Foster Sylvers - "Misdemeanor" Lightnin' Rod - "Brother Hominy Grit", James Brown - "It's a New Day (Live)" "N.W.A." - 8 Ball" | 4:29   |
| 2  | "Mind Blowin'"              | Dr. Dre           | The D.O.C.            | Tracy Curry Andre Young                        | Melvin Bliss - "Synthetic Substitution", Heatwave - "Mind Blowin' Decisions", Honey Drippers - "Impeach the President", Sly & The Family Stone - "I Want to Take You Higher", Roy Ayers - "Boogie Back", Kool Moe Dee - "Go See The Doctor" | 3:35   |
| 3  | "Lend Me an Ear"            | Dr. Dre           | The D.O.C.            | Tracy Curry Andre Young                        | Eddie Bo - "Hook and Sling" Lyn Collins - "Think (About It)" | 3:20   |
| 4  | "Comm. Blues"               | Dr. Dre           | The D.O.C., Michel'le | Tracy Curry Andre Young                        | | 2:22   |
| 5  | "Let the Bass Go"           | Dr. Dre           | The D.O.C.            | Tracy Curry Andre Young                        | James Brown - "Funky Drummer" Isaac Hayes - "No Name Bar" Beastie Boys - "The New Style" | 3:41   |
| 6  | "Beautiful But Deadly"      | Dr. Dre           | The D.O.C.            | Tracy Curry Andre Young                        | Funkadelic - "Cosmic Slop" Syl Johnson - "Different Strokes" | 5:10   |
| 7  | "The D.O.C. & the Doctor"   | Dr. Dre           | The D.O.C.            | Tracy Curry Andre Young                        | Funkadelic - "Good Old Music" | 4:06   |
| 8  | "No One Can Do It Better"   | Dr. Dre           | The D.O.C.            | Tracy Curry Andre Young                        | Fab 5 Freddy and B-Side - "Change The Beat" | 4:50   |
| 9  | "Whirlwind Pyramid"         | Dr. Dre           | The D.O.C.            | Tracy Curry Andre Young                        | Parliament - "Getting to Know You" Yellow Sunshine - "Yellow Sunshine" | 3:45   |
| 10 | "Comm. 2"                   | Dr. Dre           | The D.O.C., MC Ren    | Tracy Curry Andre Young                        | B.T. Express - "If it Don't Turn You on (You Outta Leave it Alone)", Sly & The Family Stone - "If You Want Me to Stay" | 1:20   |
| 11 | "The Formula"               | Dr. Dre           | The D.O.C.            | Tracy Curry Andre Young                        | Marvin Gaye - "Inner City Blues (Make Me Wanna Holler)" | 4:11   |
| 12 | "Portrait of a Masterpiece" | Dr. Dre           | The D.O.C.            | Tracy Curry Andre Young                        | Fred Wesley and the J.B.’s - "Blow Your Head", Teddy Pendergrass - "You Can't Hide from Yourself", Charles Earland - "Intergalactic Love Song"                                                                                              | 2:30   |
| 13 | "The Grand Finale"          | Dr. Dre, DJ Yella | The D.O.C, N.W.A      | Tracy Curry, Lorenzo Patterson, O'Shea Jackson | Parliament - "Chocolate City" | 4:40   |